# Oosterlittens
Oosterlittens (officieel, Fries: Easterlittens) is een dorp in de gemeente Leeuwarden, in de Nederlandse provincie Friesland. Oosterlittens ligt ten zuidwesten van de stad Leeuwarden, tussen Winsum en Wieuwerd, even ten westen van de N384. Ten oosten van het dorp kruisen de Franekervaart en de Bolswardertrekvaart elkaar; het Kruiswater. Hier ligt een camping.
In 2023 telde het dorp 435 inwoners. In het postcodegebied van Oosterlittens liggen de buurtschappen Schrins, Wammerd en Wieuwensen de voormalige buurtschap Langwerd.

## Geschiedenis
Oosterlittens is ontstaan op de grootste van de vijf terpen die bij elkaar lagen, die vier andere waren die van Schrins, Wammerd, Wieuwens en Langwerd, gelegen in de Greidhoek. De grootste terp zou rond 800 zijn opgehoogd vanwege overstromingsgevaar. Het gebied werd daarna bedijkt. In de 12e eeuw werd er een kerk gebouwd op de grootste terp. 
In de tweede helft van de 13e eeuw komt de naam Lethinge voor, en in 1370 van Lettinghe. Het is onduidelijk of daarmee de plaats werd bedoeld, of een nabijgelegen water. In 1402 werd het dorp vermeld als Aesterletzenze, in 1446 als to oesterletens, in de 16e eeuw als Oosterletens en Aesterleten en vanaf de 17e eeuw Oosterlittens.
De plaatsnaam verwijst mogelijk naar de persoonsnaam Lêta.
Oosterlittens maakte deel uit van de grietenij Baarderadeel, die bij de gemeentewet van 1851 werd omgezet in de gemeente Baarderadeel. Per 1 januari 1984 ging deze gemeente op in de nieuwe gemeente Littenseradeel. Per 1 januari 2018 maakt Oosterlittens deel uit van de gemeente Leeuwarden.

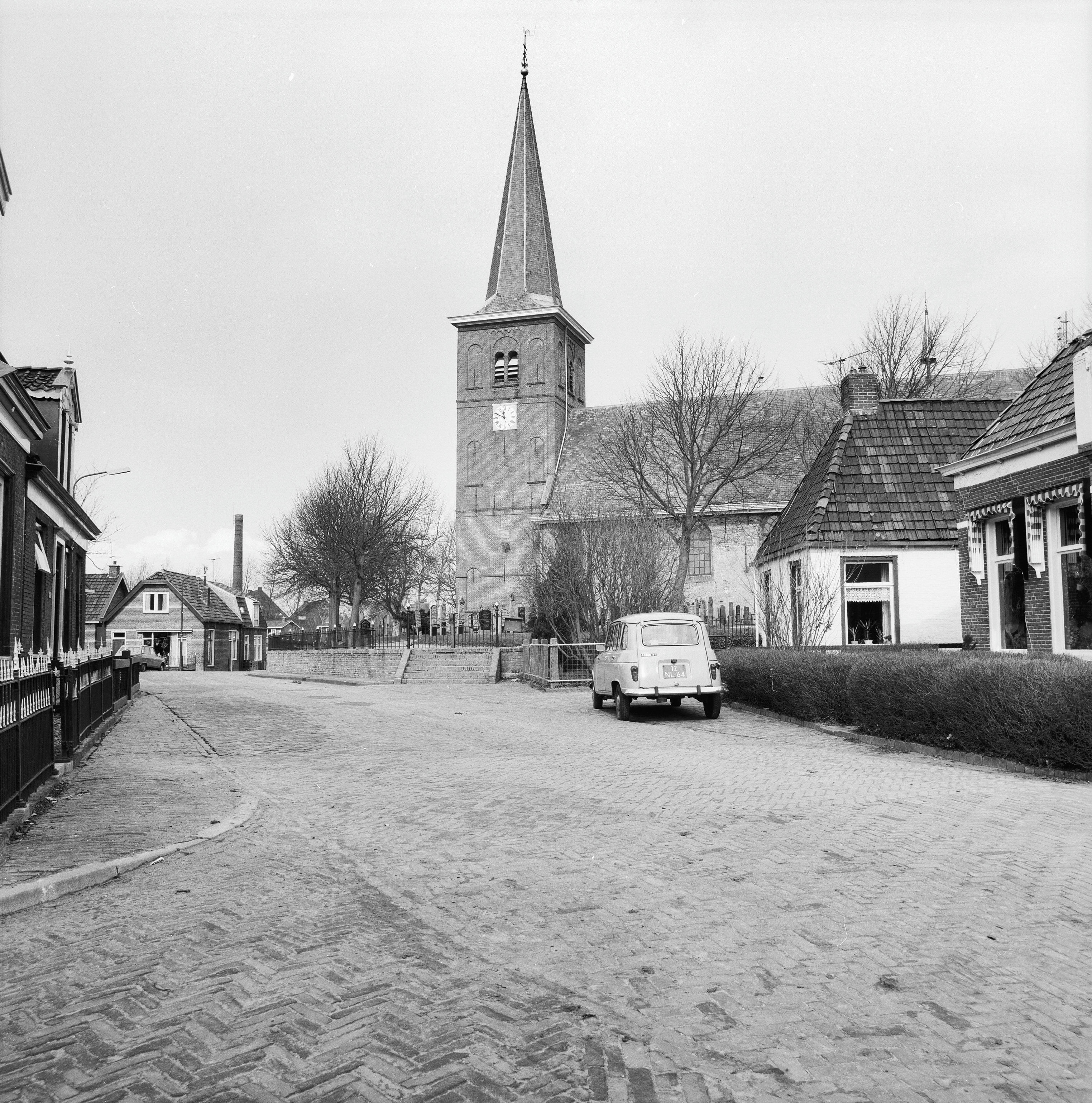
Margarethakerk in Oosterlittens (1979)

## Kerk
De kerk van Oosterlittens is de Margarethakerk. De eenbeukige kerk uit de 12e eeuw was oorspronkelijk gewijd aan Margaretha van Antiochië.

## Molens
Ten zuidoosten van Oosterlittens staat de spinnenkopmolen Alde Swarte. In het dorp is ook De Sulveren Roas te vinden, een Amerikaanse windmotor.

## Paaltje van Oosterlittens
In het dorp staat het Paaltje van Oosterlittens, een 'replica' van het paaltje uit een beroemde Friese sage. Het kunstwerk is gemaakt door Jacob Groenhof. Het volksverhaal wil dat een klompenmaker uit Oosterlittens reumatiek kreeg en noodgedwongen schoenmaker moest worden. Maar in Oosterlittens droeg vrijwel niemand schoenen. Het gezin van de man had het erg arm. Op een nacht kreeg de schoenmaker een droom. Hij moest naar de Papenbrug in Amsterdam gaan, waar hij het geluk zou vinden.

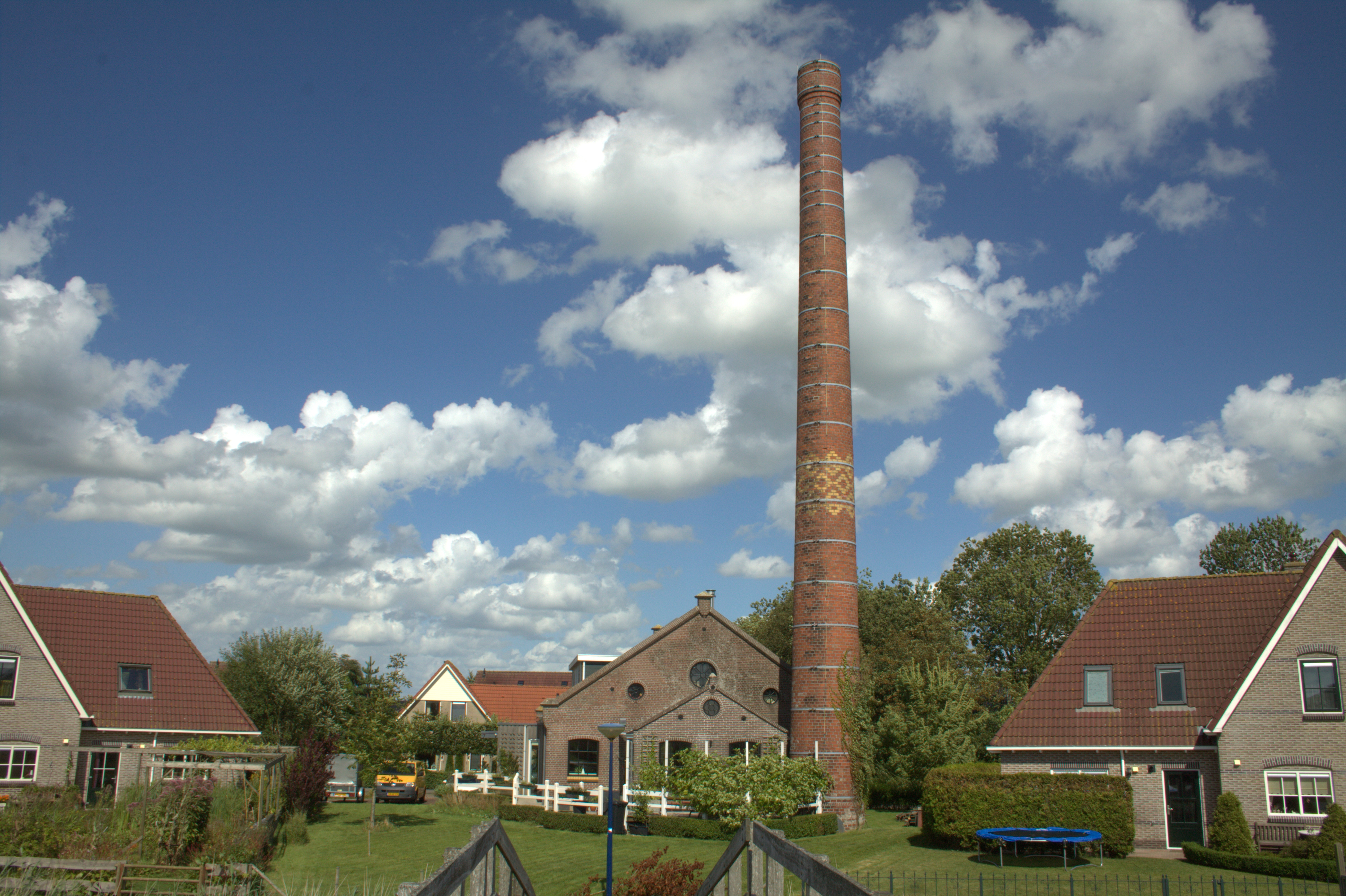
De voormalige zuivelfabriek

In Amsterdam zag hij de brug uit zijn droom. Hij vond er echter niets. Net toen hij wilde vertrekken kwam hij een monnik tegen. De schoenmaker vertelde hem over zijn droom. Hierop vertelde de monnik dat ook hij een droom had gehad, maar over Oosterlittens. Achter het huis van de schoenmaker, bij een paaltje in Oosterlittens (of een lindeboom), lag een ketel met geld begraven. De schoenmaker ging snel naar huis. Bij het paaltje in Oosterlittens vond hij daadwerkelijk de schat.

## Sport
De kaatsvereniging Onder Ons bestaat sinds 1898. Het is bekend dat de sport al in 1792 werd gespeeld in het dorp. Er bestaat ook een straatkaatsvereniging, Troch de Hage geheten. In 1935 werd de voetbalvereniging VV Oosterlittens opgericht. Verder is er nog een binnensportvereniging Longa en de ijsclub Eendracht.

## Cultuur
Sinds 2015 is het dorpshuis van het dorp verbouwd tot het multifunctioneel centrum De Jister. Het dorp heeft verder een toneelvereniging genaamd Nut en Genoegen.

## Onderwijs
Het dorp had een basisschool, De Earnewjuk. Deze is sinds 2019 opgeheven.

## Televisie-opnames
In 2010 werd in Oosterlittens de NTR/NCRV-dramaserie De geheimen van Barslet opgenomen.

## Bekende (ex-)inwoners
Een bekende inwoner van het dorp was dominee Balthasar Bekker (1634-1698), in de tweede helft van de zeventiende eeuw een bestrijder van bijgeloof.

### Geboren in Oosterlittens
- Tjeerd Epema (1906-2013), oudste inwoner van Nederland
- Adam van der Woude (1927-2000), theoloog, Bijbelwetenschapper en predikant.
- Martha Wieringa (1935-2008), schaatsster
- Ale S. van Zandbergen (1956), schrijver

## Openbaar vervoer
- Streekbus 35: Sneek - Scharnegoutum - Bozum - Wieuwerd - Britswerd - Oosterlittens - Baard - Winsum - Welsrijp - Tzum - Franeker